# Regionální knihovna Karviná
Regionální knihovna Karviná (celým názvem Regionální knihovna Karviná, příspěvková organizace) je příspěvková organizace statutárního města Karviná. Jedná se o městskou knihovnu, která nabízí uživatelům přístup ke knihovnímu fondu, přístup k PC a internetu, pořádá kulturní a vzdělávací akce komorního i celoměstského charakteru.

## Historie knihovny
Knihovna vznikla v roce 1923 na základě 1. knihovnického zákona (Zákon o veřejných knihovnách obecních č. 430/1919 Sb. za dne 22. července 1919). Povinnost obce zřídit obecní knihovnu stanovil již zmiňovaný zákon a na základě této skutečnosti se 28. května roku 1923 konala ve Fryštátě schůze knihovních výborů tří národností (Čechů, Poláků a Němců), kde byly projednány otázky finanční, právní a personální pro další fungování knihovny v obci.
S největší pravděpodobností byla zahájena činnost všech tří knihoven v jedné budově v Panském hotelu (později Hotelu Baník). Po roce 1928 rozvíjely sekce svou činnost samostatně a často měnily místa umístění svých knihoven.
V roce 1934 byla česká knihovna ve všech ukazatelích své činnosti považována za třetí největší knihovnu ve fryštátském okrese (za Orlovou a Petřvaldem).
O rozvoj obecních knihoven se zasloužili tito členové knihovních rad:
za českou knihovnu: p. Kratochvíl, Tesař, Krůta
za polskou knihovnu: p. Rakus, Olszak, Guziur, Galuszka
za německou knihovnu: p. Dalpas, Gwuzd, Thunser
Vývoj knihovny byl přerušen událostmi 2. světové války.
Znovuotevření knihovny se uskutečnilo 4. června 1945 pod vedením učitele Jana Rohla a Jana Jelínka, kdy zveřejněním vyhlášky s prosbou o vrácení před válkou zapůjčených knih byl položen základní kámen k novodobé historii veřejné knihovny v Karviné.
V letech 1950–1992 nesla knihovna název Okresní knihovna Karviná, od 1. května 1992 byla přejmenována na Regionální knihovnu Karviná.
Zřizovatelem knihovny byl od roku 1950 Okresní úřad v Karviné a od 1. dubna 1996 Město Karviná, nyní statutární město Karviná. Od května 2018 je oficiální název knihovny Regionální knihovna Karviná, příspěvková organizace.
| jméno a příjmení           | působení od–do |
| -------------------------- | -------------- |
| Marie Sedláčková-Kozubková | 1950–1964      |
| Naděžda Ježková            | 1964–1965      |
| Mgr. Ivan Šeiner           | 1966–1975      |
| Ervin Ščur                 | 1976–1980      |
| Zdeněk Lopatář             | 1981–1989      |
| PhDr. Halina Molinová      | 1990–2018      |
| Mgr. Markéta Kukrechtová   | 2018–          |

## Pobočky knihovny

### Oddělení pro mládež a dospělé
Adresa: Masarykovo náměstí 9/7, 733 01  Karviná-Fryštát
Pobočka nabízí základní knihovnické služby, prezenční a absenční výpůjčky dokumentů, nabídku knih, e-knih, audioknih, CD, DVD, deskových her. Organizuje koncerty, výstavy, tvůrčí workshopy s umělci nebo uměleckými pedagogy, kteří mohou účastníkům poskytnout inspiraci, vedení. Nabízí vzdělávací a kulturní programy pro MŠ, ZŠ, SŠ. Besedy zaměřené na rozšíření znalostí o karvinském regionu. Oddělení spolupracuje s Mládežnickou radou Karviná a Petrklíčem help, z.s., propaguje dobrovolnictví a Dobrovolnické centrum. Připravuje využívání nových kreativních technologií jako je virtuální realita, ozoboti.
Nově zrekonstruované prostory nabízí pohodlná místa pro relaxaci včetně koutku pro čtení, na oddělení jsou vytvářeny herní zóny s deskovými hrami pro všechny věkové skupiny. Konají se zde setkání rodičů s nejmenšími dětmi v rámci projektu Bookstart – S knížkou do života.
Pro veřejnost poskytuje reprografické služby (tiskový výstup), přístup k PC a internetu, laminování.

### Oddělení polské literatury Karviná-Fryštát
Adresa: Masarykovo nám. 9/7, 733 01  Karviná-Fryštát
Pobočka zabezpečuje práci s polskou literaturou pro zájemce z celého města. Disponuje největší sbírkou informačních zdrojů v polštině v regionu, a proto poskytuje především naučnou literaturu studentům a pedagogickým pracovníkům, kteří se zajímají o politický, kulturní a společenský život v Polsku. K dispozici je knihovní fond, periodika a časopisy v polštině. V rámci kulturně výchovné činnosti připravuje pro žáky a studenty škol s polským jazykem vyučovacím celého regionu, ale také pro širokou veřejnost besedy a setkání se současnými polskými spisovateli, výtvarnými umělci a významnými osobnostmi kulturního a společenského života. Na společných projektech spolupracuje s vybranými knihovnami, s kulturními a společenskými institucemi z Polska. Prostory knihovny jsou přizpůsobeny výstavní činnosti, která je realizována prostřednictvím prezentovaných výstav a to jak regionálních, tak i zahraničních výtvarných umělců. Středisko provozuje prodej polské regionální literatury a tisku, zajišťuje příjem inzerce do Głosu. Pro veřejnost poskytuje také reprografické služby (tiskový výstup), přístup k PC (Word, Excel) a internetu, laminování.

### Městské informační centrum Karviná-Fryštát
Adresa: Masarykovo nám. 34/17, 733 01  Karviná-Fryštát
Městské informační centrum poskytuje informace místního, regionálního a celostátního významu z oblastí: podnikání, státní a obecní správy, cestovního ruchu, placených služeb – internetu, kopírování, tisku, antikvariátu, zabezpečuje provoz Galerie Pod Věží – výstavy a vernisáže regionálních umělců a výtvarníků. Pro veřejnost poskytuje také reprografické služby (tiskový výstup), přístup k PC (Word, Excel) a internetu.
Součástí Městského informačního centra je Galerie města Karviné.

### Pobočka Karviná – Nové Město
Adresa: Tř. Osvobození 1639/43, 735 06  Karviná – Nové Město
Pobočka plní funkci univerzální půjčovny. Organizuje besedy, realizuje kulturně výchovnou činnost jak pro veřejnost, tak pro mateřské školy, základní a střední školy. Pro veřejnost poskytuje také reprografické služby (kopírování, tiskový výstup), přístup k PC (Word, Excel) a internetu, laminování.
Na pobočce se nacházejí Oddělení pro děti a mládež a Oddělení pro dospělé čtenáře.

### Pobočka Karviná-Mizerov
Adresa: Centrum 2299/16, 734 11  Karviná-Mizerov
Pobočka zajišťuje knihovnické a informační služby uživatelům v oblasti odborných informací a naučné literatury, práce s dospělými čtenáři, s dětmi a mládeží a filmovým klubem. Zajišťuje meziknihovní výpůjční služby, rešerše, organizuje besedy, realizuje kulturně výchovnou činnost jak pro veřejnost, tak pro mateřské školy, základní a střední školy. Pro veřejnost poskytuje také reprografické služby (kopírování, tiskový výstup), přístup k PC (Word, Excel) a internetu, laminování. Na pobočce je umístěna také Lupa pro slabozraké.
Na pobočce se nacházejí Oddělení pro děti a mládež, Oddělení pro dospělé – Beletrie a Informační oddělení – naučná literatura

### Útvar akvizice a katalogizace
Adresa: Centrum 2299/16, 734 11  Karviná-Mizerov
Středisko zajišťuje doplňování, evidenci a zpracování knihovního fondu pro Regionální knihovnu Karviná a kooperující knihovny regionu, budování souborného katalogu Regionální knihovny Karviná a kooperujících knihoven regionu, školící a poradenské služby v oblasti doplňování, evidence a zpracování knihovního fondu a automatizace zpracování knihovních fondů.

### Pobočka Karviná-Hranice
Adresa: Čsl. armády 2954/2, 733 01 Karviná-Hranice
Pobočka nabízí univerzální knižní fond beletrie a naučné literatury pro potřeby relaxace a biblioterapie lázeňských hostů, zaměstnanců lázní a dalších návštěvníků knihovny. Poskytuje také přístup k PC a internetu.

### Pobočka Karviná-Louky
Adresa: Těšínská 599, 733 01  Karviná-Louky
Pobočka nabízí univerzální knižní fond beletrie a naučné literatury pro děti a dospělé doplňován 4x ročně knižními výměnnými soubory v češtině a polštině. Poskytuje také přístup k PC a internetu.

## Celoměstské akce
Regionální knihovna Karviná pořádá celoměstské akce.

### Knižní jarmark
Každý rok v září probíhá na Masarykově nám. v Karviné-Fryštátě již celoměstská akce Knižní jarmark, kterou pořádá Regionální knihovna Karviná, příspěvková organizace za podpory statutárního města Karviné. Návštěvníci mají možnost zakoupit nové i starší knihy v českém a polském jazyce. Seznámí se s nabídkou služeb Městského informačního centra, Knihařské dílny nebo se účastní vědomostního kvízu o knižní ceny. Součástí tradičního Knižního jarmarku je doprovodný kulturní program – hudební koncerty, divadelní představení. V rámci Knižního jarmarku se mají návštěvníci možnost seznámit s historickou pražírnou kávy. Pro děti jsou připraveny soutěže, případně výroba placek a nafukovací balónky s nápisem Knižní jarmark. Knižní jarmark se koná od roku 1994.

### Pohádková zahrádka skřítka Knihomilníčka
V květnu se před ústřední budovou Regionální knihovny Karviná (Karviná-Mizerov) koná akce pro děti „Pohádková zahrádka skřítka Knihomilníčka“. Celoměstská akce pro děti mateřských a základních škol – pohádkové soutěžní dopoledne s občerstvením. Celá akce je pojata v duchu soutěžení s pohádkovými bytostmi. Pro děti jsou připravena pohádková stanoviště, kde děti plní úkoly a prověřuje se tak nejen dětská zručnost a kreativita, ale také logické myšlení.

## Získaná ocenění
- 2000, Helsinky – Cena Evropské veřejné knihovny za vynikající práci v oblasti prosazování literatury a čtení
- 2000, Organizační výbor konference INFORUM 2000 – 1. místo v anketě o nejvýznamnější český a slovenský produkt, službu nebo čin spojený s elektronickými informačními zdroji, za elektronickou meziknihovní výpůjční službu
- 2000, Seč – Pamětní medaile Z. V. Tobolky za úspěšnou reprezentaci českého knihovnictví
- 2011 – Regionální knihovna Karviná (statutární město Karviná, SSKA-Stavební společnost Karviná, a.s., Ing. Arch. Jiří Liškutín, Ing. Ladislav Zahradníček) získala HLAVNÍ CENU v soutěži STAVBA MORAVSKOSLEZSKÉHO KRAJE 2010 v kategorii stavby občanské vybavenosti – rekonstrukce
- 2011 – KNIHOVNA ROKU 2011 – zvláštní ocenění a diplom Ministerstva kultury ČR – kategorie informační počin v poskytování veřejných knihovnických a informačních služeb
- 2012 – Nejzajímavější projekt podpořený z peněz EU v Moravskoslezsku (www.nejkacka.eu)
- 2012 – Městská knihovna roku, v kategorii města nad 40 tisíc obyvatel
- 2013 – Cena statutárního města Karviné
- 2018 – Městská knihovna roku 2018 – výhra v soutěži vyhlašované Svazem knihovníků a informačních pracovníků, konané pod záštitou Svazu měst a obcí
- 2019 – zvláštní cena za největší počet získaných lajků ve facebookové soutěži vyhlašované Zastoupením Evropské komise v ČR za projekt „Stavební úpravy a vybavení pracoviště Regionální knihovny Karviná“
- 2019 – Cena Nadace OKD za Inovativní projekt (projekt "Společně s úsměvem")
- 2021 – Cena Nadace OKD za Inovativní projekt roku (projekt "Společně s úsměvem III") - 3. místo
- 2023 – Cena Knihovnická K2 v kategorii Knihovna Moravskoslezského kraje 2023 – uděluje Moravskoslezský kraj ve spolupráci s Moravskoslezskou vědeckou knihovnou v Ostravě, příspěvkovou organizací